# Football aux Jeux panaméricains de 2011
Navigation
Édition précédente Édition suivante
Les épreuves de football des Jeux panaméricains de 2011 se disputent du 18 au 28 octobre. Les équipes masculines de moins de 22 ans, ainsi que les équipes féminines peuvent participer. 
Deux épreuves figurent au programme, une masculine et une féminine.

## Liste de épreuves
- Épreuve masculine
- Épreuve féminine

## Format
Pour ces jeux, le format retenu est le suivant : les équipes sont réparties en deux groupes ; les deux équipes classées première et deuxième de chaque groupe se qualifient pour les demi-finales et poursuivent en un tournoi à élimination directe. Un match pour la troisième place est prévu.

## Site des compétitions
Les matchs se déroulent à l'Estadio Omnilife.

## Calendrier
|  | Phase de groupes |  | Demi-finales |  | Finales |

| Octobre | 18 | 19 | 20 | 21 | 22 | 23 | 24 | 25 | 26 | 27 | 28 |
| ------- | -- | -- | -- | -- | -- | -- | -- | -- | -- | -- | -- |
| Hommes  |    |    |    |    |    |    |    |    |    |    |    |
| Femmes  |    |    |    |    |    |    |    |    |    |    | 1  |

## Équipes participantes
| Hommes            | Femmes            |
| ----------------- | ----------------- |
| Argentine         | Argentine         |
| Brésil            | Brésil            |
| Costa Rica        | Canada            |
| Cuba              | Chili             |
| Équateur          | Colombie          |
| Mexique           | Costa Rica        |
| Trinité-et-Tobago | Mexique           |
| Uruguay           | Trinité-et-Tobago |

## Épreuve masculine

### Premier tour
Au premier tour, les équipes participantes sont réparties en deux groupes de quatre équipes. Chaque groupe se dispute sous la forme d'un championnat. Dans chaque groupe, chaque équipe joue un match contre ses trois adversaires. Les deux premières équipes de chaque poule se qualifient pour les demi-finales, les autres sont éliminées. Le classement des groupes utilise un système de points, où les points suivants sont attribués à chaque match joué :
- 3 points pour un match gagné;
- 1 point pour un match nul;
- 0 point pour un match perdu.

#### Groupe A
| Rang | Équipe            | Pts | J | G | N | P | Bp | Bc | Diff |
| ---- | ----------------- | --- | - | - | - | - | -- | -- | ---- |
| 1    | Mexique           | 7   | 3 | 2 | 1 | 0 | 8  | 4  | +4   |
| 2    | Uruguay           | 4   | 3 | 1 | 1 | 1 | 4  | 6  | -2   |
| 3    | Trinité-et-Tobago | 3   | 3 | 0 | 3 | 0 | 3  | 3  | 0    |
| 4    | Équateur          | 1   | 3 | 0 | 1 | 2 | 2  | 4  | -2   |

| Date       | Équipe 1          | Résultat | Équipe 2          |
| ---------- | ----------------- | -------- | ----------------- |
| 19 octobre | Mexique           | 2 - 1    | Équateur          |
| 21 octobre | Équateur          | 0 - 1    | Uruguay           |
| 21 octobre | Mexique           | 1 - 1    | Trinité-et-Tobago |
| 23 octobre | Trinité-et-Tobago | 1 - 1    | Équateur          |
| 23 octobre | Mexique           | 5 - 2    | Uruguay           |
| 25 octobre | Uruguay           | 1 - 1    | Trinité-et-Tobago |

#### Groupe B
| Rang | Équipe     | Pts | J | G | N | P | Bp | Bc | Diff |
| ---- | ---------- | --- | - | - | - | - | -- | -- | ---- |
| 1    | Argentine  | 7   | 3 | 2 | 1 | 0 | 5  | 1  | +4   |
| 2    | Costa Rica | 6   | 3 | 2 | 0 | 1 | 4  | 4  | 0    |
| 3    | Brésil     | 2   | 3 | 0 | 2 | 1 | 2  | 4  | -2   |
| 4    | Cuba       | 1   | 3 | 0 | 1 | 2 | 0  | 2  | -2   |

| Date       | Équipe 1   | Résultat | Équipe 2   |
| ---------- | ---------- | -------- | ---------- |
| 19 octobre | Costa Rica | 1 - 0    | Cuba       |
| 19 octobre | Argentine  | 1 - 1    | Brésil     |
| 21 octobre | Costa Rica | 0 - 3    | Argentine  |
| 21 octobre | Brésil     | 0 - 0    | Cuba       |
| 23 octobre | Cuba       | 0 - 1    | Argentine  |
| 23 octobre | Brésil     | 1 - 3    | Costa Rica |

### Phase à élimination directe
|  | Demi-finales | Demi-finales |                        |   | Finale     | Finale     |
|  | Demi-finales | Demi-finales |                        |   | Finale     | Finale     |
|  |              |              |                        |   |            |            |
|  | 26 octobre   | 26 octobre   |                        |   | 28 octobre | 28 octobre |
|  | 26 octobre   | 26 octobre   |                        |   | 28 octobre | 28 octobre |
|  | Mexique      | 3            |                        |   | 28 octobre | 28 octobre |
|  | Mexique      | 3            |                        |   | 28 octobre | 28 octobre |
|  | Costa Rica   | 0            |                        |   | 28 octobre | 28 octobre |
|  | Costa Rica   | 0            | Mexique                | 1 |            |            |
|  | 26 octobre   |              | Mexique                | 1 |            |            |
|  |              | Argentine    | 0                      |   |            |            |
|  | Argentine    | Argentine    | 0                      | 1 |            |            |
|  | Argentine    |              |                        | 1 |            |            |
|  | Uruguay      | 0            |                        |   |            |            |
|  | Uruguay      | 0            | Match pour la 3e place |   |            |            |
|  |              |              |                        |   |            |            |
|  | 28 octobre   |              |                        |   |            |            |
|  |              |              |                        |   |            |            |
|  | Costa Rica   | 1            |                        |   |            |            |
|  | Costa Rica   | 1            |                        |   |            |            |
|  | Uruguay      | 2            |                        |   |            |            |
|  | Uruguay      | 2            |                        |   |            |            |

## Épreuve féminine

### Premier tour
Le format est identique à celui de l'épreuve masculine.

#### Groupe A
| Rang | Équipe            | Pts | J | G | N | P | Bp | Bc | Diff |
| ---- | ----------------- | --- | - | - | - | - | -- | -- | ---- |
| 1    | Colombie          | 6   | 3 | 2 | 0 | 1 | 2  | 1  | +1   |
| 2    | Mexique           | 5   | 3 | 1 | 2 | 0 | 2  | 1  | +1   |
| 3    | Chili             | 4   | 3 | 1 | 1 | 1 | 3  | 1  | +2   |
| 4    | Trinité-et-Tobago | 1   | 3 | 0 | 1 | 2 | 1  | 5  | -4   |

| Date       | Équipe 1          | Résultat | Équipe 2          |
| ---------- | ----------------- | -------- | ----------------- |
| 18 octobre | Colombie          | 1 - 0    | Trinité-et-Tobago |
| 18 octobre | Mexique           | 0 - 0    | Chili             |
| 20 octobre | Chili             | 0 - 1    | Colombie          |
| 20 octobre | Mexique           | 1 - 1    | Trinité-et-Tobago |
| 22 octobre | Trinité-et-Tobago | 0 - 3    | Chili             |
| 22 octobre | Mexique           | 1 - 0    | Colombie          |

#### Groupe B
| Rang | Équipe     | Pts | J | G | N | P | Bp | Bc | Diff |
| ---- | ---------- | --- | - | - | - | - | -- | -- | ---- |
| 1    | Brésil     | 7   | 3 | 2 | 1 | 0 | 4  | 1  | +3   |
| 2    | Canada     | 7   | 3 | 2 | 1 | 0 | 4  | 1  | +3   |
| 3    | Costa Rica | 1   | 3 | 0 | 1 | 2 | 5  | 8  | -3   |
| 4    | Argentine  | 1   | 3 | 0 | 1 | 2 | 3  | 6  | -3   |

| Date       | Équipe 1   | Résultat | Équipe 2   |
| ---------- | ---------- | -------- | ---------- |
| 18 octobre | Canada     | 3 - 1    | Costa Rica |
| 18 octobre | Argentine  | 0 - 2    | Brésil     |
| 20 octobre | Canada     | 1 - 0    | Argentine  |
| 20 octobre | Brésil     | 2 - 1    | Costa Rica |
| 22 octobre | Costa Rica | 3 - 3    | Argentine  |
| 22 octobre | Brésil     | 0 - 0    | Canada     |

### Phase à élimination directe
|  | Demi-finales | Demi-finales |                        |         | Finale     | Finale     |
|  | Demi-finales | Demi-finales |                        |         | Finale     | Finale     |
|  |              |              |                        |         |            |            |
|  | 25 octobre   | 25 octobre   |                        |         | 27 octobre | 27 octobre |
|  | 25 octobre   | 25 octobre   |                        |         | 27 octobre | 27 octobre |
|  | Brésil       | 1            |                        |         | 27 octobre | 27 octobre |
|  | Brésil       | 1            |                        |         | 27 octobre | 27 octobre |
|  | Mexique      | 0            |                        |         | 27 octobre | 27 octobre |
|  | Mexique      | 0            | Brésil                 | 1ap (3) |            |            |
|  | 25 octobre   |              | Brésil                 | 1ap (3) |            |            |
|  |              | Canada       | 1 (4)tab               |         |            |            |
|  | Colombie     | Canada       | 1 (4)tab               | 1       |            |            |
|  | Colombie     |              |                        | 1       |            |            |
|  | Canada       | 2            |                        |         |            |            |
|  | Canada       | 2            | Match pour la 3e place |         |            |            |
|  |              |              |                        |         |            |            |
|  | 27 octobre   |              |                        |         |            |            |
|  |              |              |                        |         |            |            |
|  | Mexique      | 1ap          |                        |         |            |            |
|  | Mexique      | 1ap          |                        |         |            |            |
|  | Colombie     | 0            |                        |         |            |            |
|  | Colombie     | 0            |                        |         |            |            |